# Merodon velox
Merodon velox là một loài ruồi trong họ Ruồi giả ong (Syrphidae). Loài này được Loew mô tả khoa học đầu tiên năm 1869. Merodon velox phân bố ở vùng 